# Motonobu Kanó

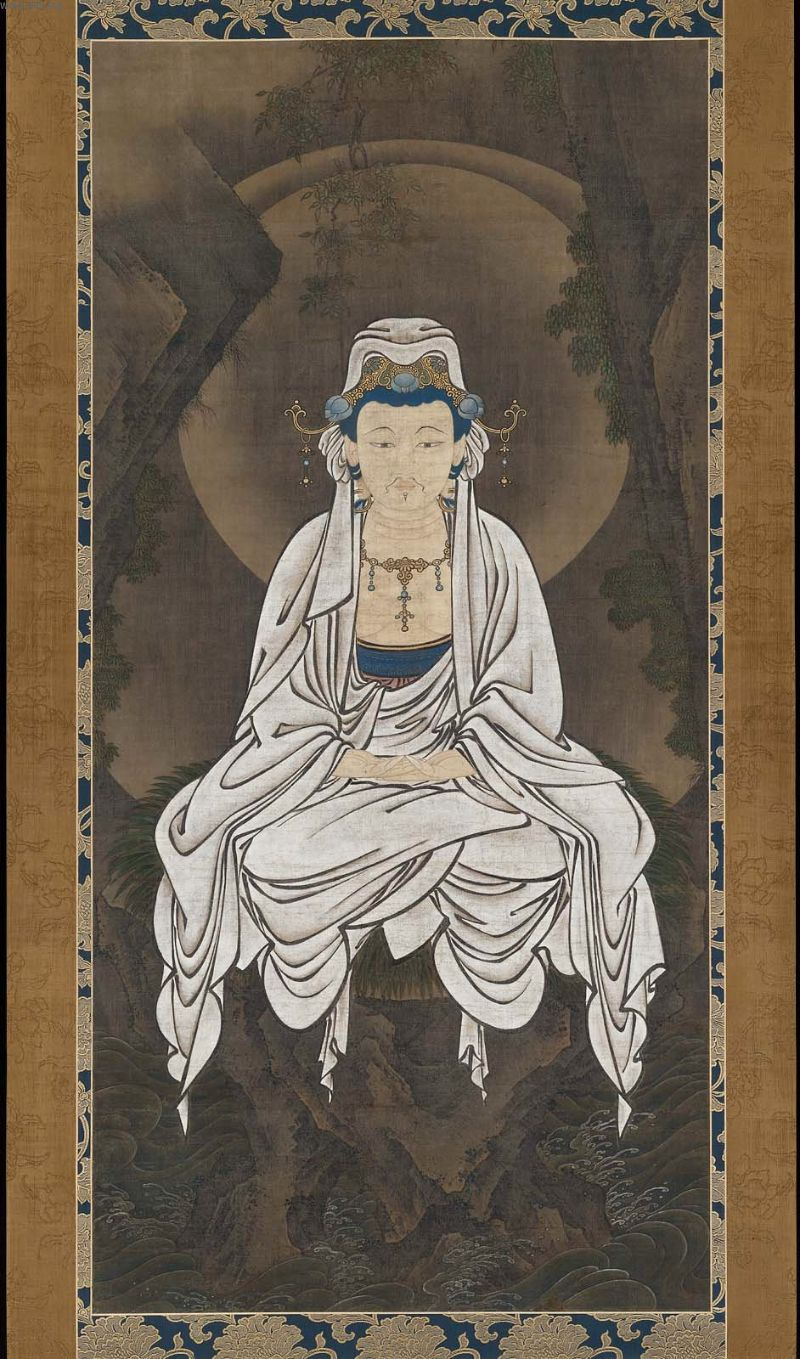
Bódhisattva Soucitný, oděný v bílé roucho, počátek 16. století.

Motonobu Kanó (japonsky 狩野 元信, Kanó Motonobu) – (28. srpna 1476 Kjóto – 5. listopadu 1559 Kjóto) byl japonský malíř a člen malířské školy Kanó, kterou založil jeho otec Masanobu Kanó. Škola, o jejíž rozkvět se Motonobu výrazně zasoužil, vychovala mnoho malířů období Edo (1603–1868). Po své smrti začal být nazýván jako Kohógen (古法眼).

## Životopis

### Rodina
Rodina Kanó je považována za potomky z řady válečníků z oblasti Kanó – nynější japonská prefektura Šizuoka. Předkem této rodiny byl Kagenobu Kanó, který byl zřejmě družiníkem v rodině Imagawa. Uvádí se, že namaloval obraz hory Fudži, vytvořený při příležitosti návštěvy šóguna Jošinoriho Ašikagy v roce 1432. Rodina Kanó dominovala v japonskému malířství od konce období Muromači (1336–1573) do konce období Edo (1603–1868).
Zakladatelem malířské školy Kanó, byl otec Motonoby Kanóa, Masanobu Kanó. Ten se v roce 1481 stal oficiálním dvorním malířem šógunátu Ašikaga . Masanobu byl profesionální umělec, jehož styl vzešel ze stylu Kanga (tušové malířství v čínském stylu). Jeho potomci pokračovali ve stylu školy Kanó. Ke škole Kanó se hlásili i laičtí tušoví malíři.

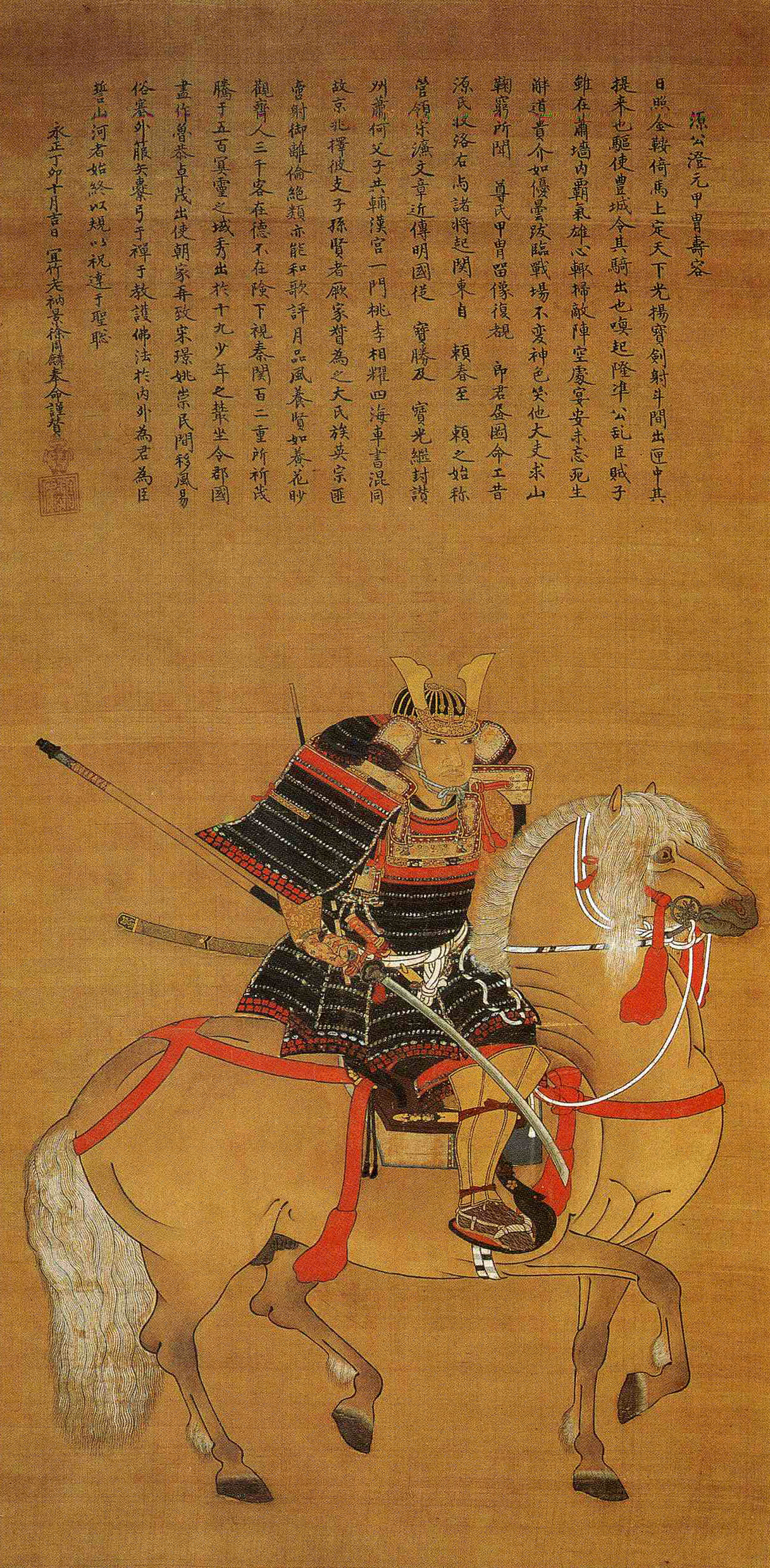
Hosokawa Sumimoto na koni, Motonobu Kanó, Muzeum Eisei Bunko, 1507

### Životní dráha

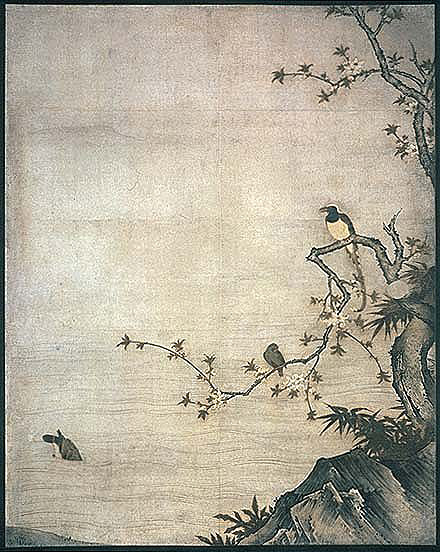
Květiny a ptáci čtyř ročních období

Jakožto syn a dědic zakladatele školy, byl Motonobu Kanó pravděpodobně vyučen ve stylu Kanga svým otcem. Hned od samého začátku prokázal Motonobu velké umělecké nadání. Několik zakázek od významných mecenášů získal již ve věku devíti let. Mezi takové mecenáše patřili představitelé šogunátu Ašikaga (Jošitane Ašikaga, Jošizumi Ašikaga, Jošiharu Ašikaga), členové císařské aristokracie, kjótská obchodnická třída a hlavní kjótské svatyně a chrámy.
Jedna z jeho nejranějších zdokumentovaných zakázek, byla na sadu votivních plaket (e-ma) zobrazujících „Šestatřicet nesmrtelných básníků“ pro šintoistickou svatyni v Icukušimě. Tuto sadu si objednala skupina obchodníků z města Sakai v roce 1515 a její součásti jsou nyní umístěny v prefektuře Hirošima.
Nejpozději ve 30. letech 16. století se Motonobu oženil s dcerou Micunobua Tosy, hlavního představitele malířské školy Tosa, se kterou měl tři syny (Šóei [1519–1592], Jusecu [1514–1562] a Jošin). Vedl malou skupinu školy Kanó v severním Kjótu. Malířská dílna zahrnovala zhruba deset lidí, mezi něž patřil Motonobu, jeho tři synové, jeho mladší bratr Jukinobu (1513–1575) a několik asistentů, kteří s ním možná nebyli pokrevně spřízněni. Vzhledem k tomu, že Motonobu býval hlavním tvůrcem či hlavním návrhářem obrazů, staral se o uzavírání smluv, výrobu a organizaci jednotlivých projektů, přičemž byl stále silně zapojen do prodejů svých prací i prací svého studia. Motonobu, známý svým šarmem a intelektem, se stal tvrdým obchodníkem. Se svým obchodním přítelem Hideakim Hasuikem, často společně žádali šóguna o obrovské částky za různé zakázky.
Čas strávený prodejem ho však neodváděl od jeho maleb. Coby vedoucí představitel školy Kanó si zabral nejdůležitější místnosti v budově, na níž měl zakázku, a synovi a asistentům pak přidělil další projekty podle hierarchie. Tyto projekty mohly zahrnovat samostatné malování vlastních místností nebo pouhé mletí pigmentů, připravování papíru, malovaní barvy pozadí nebo prostě vyplňování velkých ploch barvou. Díky Motonobuovým obchodnických dovednostem příbývalo zakázek a škola se rozrůstala. Motonobu vyškolil svou malířskou dílnu, ve které bylo mnoho členů jeho rodiny a dalších učňů, kteří realizovali množství jeho návrhů. Dílna školila další umělce tak, že umožnila studentům sledovat mistra při práci a kladla důraz na napodobování mistrova stylu.

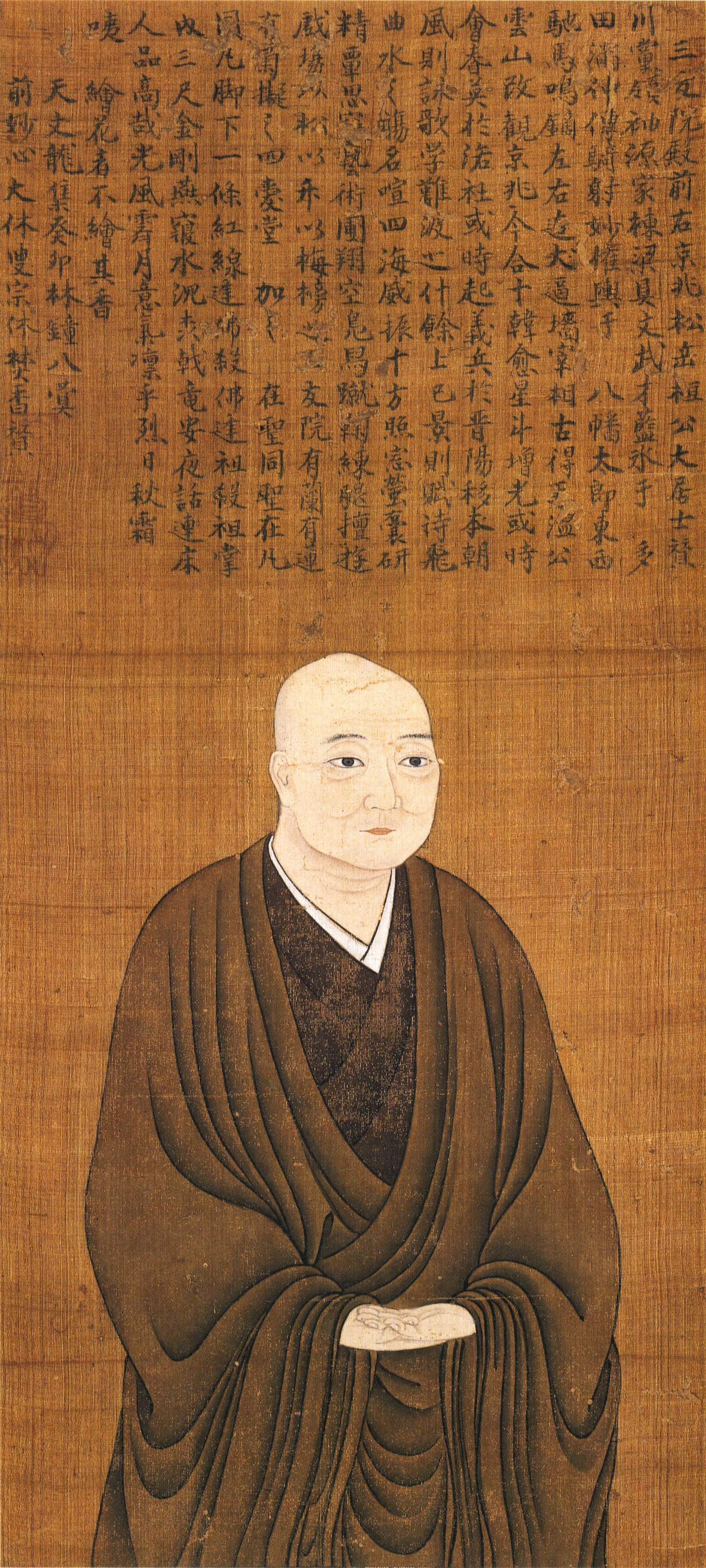
Portrét Hosokawy Takakuniho, Motonobu Kanó, chrám Tórin-in, 1543

### Škola Kanó
Motonobu byl známý svým čínským monochromatickým stylem a charakteristickým způsobem malby coby průkopník malířského stylu suiboku-ga (sumi-e) v Japonsku. Formy byly organické, přirozené a plné dramatu. Motonobuovy realizace byly obecně navrhovány pro příbytky třídy samurajských válečníků, se zaměřením na sady posuvných dveří fusuma a velké skládací paravány bjóbu. Jeho obrazy ve stylu sumi-e měly čerpat svou inspiraci ze tří odlišných čínských mistrů této techniky, a sice Mu-čchi Fa-čchanga, Sia Kueje a Jü Čch’-ena (kolem 1230).
Motonobu byl nicméně všestranný ve svém malířském stylu, schopný malovat krajinu, scenérii i množství výrazných dekorativních vzorů. Bylo to pravděpodobně kvůli tomu, že jeho tchánem byl Micunobu Tosa, vedoucí představitel školy Tosa, který se proslavil návratem ke stylu jamato-e. Proslulé práce ve stylu jamato-e zahrnují soubor ručních svitků Seirjó-dži no engi („Počátky chrámu Seirjó-dži“, rok 1515; Kjóto, Seirjó-dži) a některé nástěnné malby na posuvné dveře fusuma. Tím, že Motonobu zvládal oba tyto odlišné styly, byl schopný se svými uměleckými dovednostmi přizpůsobit individuálnímu zadavateli a vytvořit jedinečnou fúzi čínského a japonského stylu. Tato fúze čínského stylu a ikonografie s japonskou estetikou je tím, co pomohlo škole Kanó dosáhnout jejího legendárního postavení, jakým je známá dodnes.
Motonobu byl také mistrem v kaligrafii, obzvláště ve formálním stylu známém jako šintai („nová forma“), méně formálním stylu zvaném gjóšo („splývavý styl“) a ve velmi kurzívním stylu sóšo („tráva“).

## Odkaz
Jedním z největších Motonobuových úspěchů bylo vytvoření nové techniky pro malování. Tato technika tvořila základ pro raný styl školy Kanó a byla známá jako wa-kan, směs japonské a čínské malby. Tato kombinace měla prostorovou pevnost a pečlivou techniku ve stylu Kanga. To také mělo některé charakteristiky stylu jamato-e, kupříkladu jemné linie a dekorativní vzorování, použití barev a plátkové zlato. Stěnové panely zobrazující „Ptáky a květiny čtyř ročních období“ představují tuto kombinaci stylů.
Motonobu předal dalším generacím vše, co se naučil. Tím ve škole Kanó vznikla určitá kreativita a flexibilita. „Příběh Siang jen“ (Tokijské národní muzeum) ukazuje vznik stylu Kanó, i když k tomu skrytě používá čínskou filozofii. Ovšem postava v popředí je aktivní a vertikální rovina dělá obraz japonským. Způsob malby a kompoziční prvky také působí výrazně japonsky.
Škola Kanó vzkvétala díky vedoucím představitelům jakým byl Motonobu. Bylo to umožněno díky jeho reputaci, talentu a rozvinutým organizačním schopnostem. Ačkoli byla škola založena v 15. století, její vliv lze stále cítit v moderním umění po celém světě.

## Dílo
- Kurama-dera engi („Původ chrámu Kurama“, Zenoví patriarchové), rok 1513. Odděleno a rozděleno na závěsné svitky, malba tuší a barvou na papír, 175,1 × 88,4 cm. Národní muzeum v Tokiu, Tokio, Japonsko.
- Em-a „Šestatřicet nesmrtelných básníků“, rok 1515. Závěsný svitek, malba tuší na papír. Šintoistická svatyně v Icukušimě.
- Čtyři dovednosti, polovina 16. století. Pár šestipanelových skládacích paravánů; malba tuší a barvou na papír.[4]
- Bo Ja hraje na citeru čchin, zatímco Čong Ci-čchi naslouchá, 30. léta 16. století. Závěsný svitek, malba tuší na papír. Obraz: 165,2 × 87 cm. Celkové rozměry včetně stojanu: 271,5 × 103,7 cm. Celkové rozměry včetně hlavic: 271,5 × 109,7 cm.[5]
- Bambusové stonky, skály a jeřáby, 15. století. Malba tuší na papír.[6]
- Bódhisattva Soucitný, oděný v bílé roucho, počátek 16. století. Závěsný svitek, malba tuší a barvou na papír. Obraz: 157,2 × 76,4 cm. Celkové rozměry včetně stojanu: 256,5 × 104,1 cm. Muzeum výtvarného umění (Boston), kolekce Fenollosa-Weld.[7]
- 49 scenérií s květinami a ptáky, počátek 16. století. Závěsný svitek, upevněný k podstavci, malba tuší a barvou na papír, šintoistická svatyně v Kjótu.
- Hosokawa Sumimoto na koni, rok 1507. Závěsný svitek, malba tuší a barvou na papír. Muzeum Eisei Bunko.
- Portrét Hosokawy Takakuniho, rok 1543. Závěsný svitek, malba tuší a barvou na papír. Chrám Tórin-in v Kjótu.